# Nicholas of Meaux
Nicholas of Meaux († nach 1226) war ein englischer Ordensgeistlicher. Nach 1217 wurde er zum Bischof von Sodor und Man geweiht, doch aufgrund eines Machtkampfes konnte er sein Amt nicht antreten.

## Aufstieg zum Abt von Furness

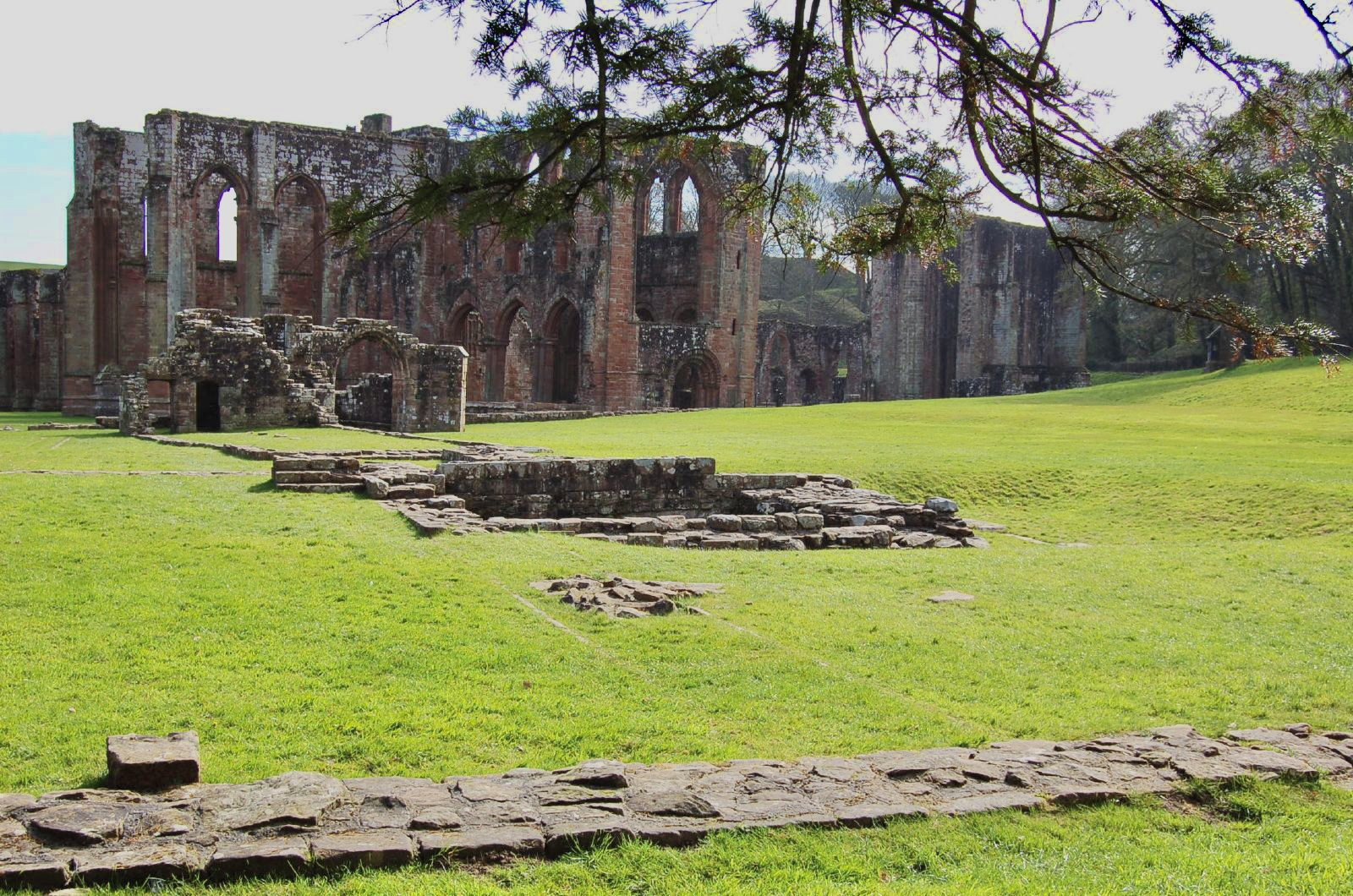
Die Ruine der Klosterkirche von Furness, wo Nicholas von 1211 bis 1217 Abt war

Nicholas trat als Kanoniker in das Augustinerstift in Warter im nordenglischen East Riding of Yorkshire ein. Dann wechselte er als Mönch in das Zisterzienserkloster Meaux Abbey bei Hull. Schließlich wurde er vor 1211 zum Abt von Furness Abbey im nordostenglischen Lancashire gewählt. Am 13. Dezember 1211 erhielt er von Bischof Radulfus von Down in Melrose Abbey die Abtsbenediktion.

## Machtkampf um das Amt des Bischofs der Inseln
Nach dem Tod des namensgleichen Bischofs Nicholas von Sodor und Man 1217 wurde Nicholas of Meaux von den Mönchen von Furness Abbey zum Bischof der Inseln bzw. zum Bischof des Bistums Sodor und Man gewählt. Die Mönche von Furness beanspruchten traditionell das Recht, den Bischof des Bistums zu wählen. Nicholas bestätigte nach seiner Wahl dieses Recht den Mönchen. Inzwischen hatte aber König Ragnvald von Man seinen gleichnamigen Neffen Ragnvald auf der Isle of Man als Bischof eingesetzt und wahrscheinlich im nordenglischen York zum Bischof weihen lassen. Gegen diesen Rivalen sicherte sich Nicholas die Unterstützung der Mönche von Rushen Abbey. Rushen war ein Tochterkloster von Furness auf der Isle of Man, und auch der Archidiakon der Isle of Man unterstützte Nicholas. Mit Zustimmung von Papst Honorius III. wurde er von Erzbischof Henry von Dublin zum Bischof geweiht. Dennoch erkannte König Ragnvald Nicholas weiterhin nicht als Bischof an, weshalb Nicholas sich an die Kurie wandte. Im November 1219 ordnete der Papst an, dass Bischof Hugh von Carlisle sowie der päpstliche Legat Pandulf König Ragnvald befehlen sollten, die Unterstützung für seinen Kandidaten einzustellen. Doch auch dieser Aufforderung kam Ragnvald offenbar nicht nach. Nicholas wurde dann ab 1223 in den Machtkampf zwischen König Ragnvald und dessen Halbbruder Olaf um die Herrschaft auf Man verwickelt. Olaf unterstützte Nicholas in seinen Bemühungen, als Bischof anerkannt zu werden, und bat den Dekan von York, dass Nicholas zum Bischof geweiht werden solle. Allerdings deutete Olaf an, dass es gegen dieses Vorhaben Widerstand geben würde. Doch trotz der Unterstützung von Olaf konnte Nicholas sein Amt nicht antreten. 1224 beklagte er sich beim Papst, dass er nie als Bischof inthronisiert worden war und dass er im Exil leben müsse. Deshalb bat er den Papst, von seinem Amt zurücktreten zu dürfen. Der Papst stimmte der Bitte zu und informierte im Mai 1224 in einem Brief Erzbischof Walter de Gray von York.
Allerdings nennt die mittelalterliche Chronik, die von dem Streit zwischen Nicholas und Ragnvald um das Amt des Bischofs berichtet, nicht explizit die Namen der beteiligten Fürsten auf der Isle of Man. Deshalb ist es möglich, dass Nicholas gar nicht der Kandidat der Mönche von Furness, sondern der von König Ragnvald war. Sein Rivale Ragnvald könnte dagegen dann der Kandidat von Ragnvalds Halbbruder Olaf gewesen sein. Nachdem sich Olaf 1224 gegen Ragnvald durchsetzen konnte, hätte Nicholas zugunsten des Kandidaten von Olaf auf das Bischofsamt verzichten müssen. Nach seinem Verzicht auf das Bischofsamt lebte Nicholas in England, wo er vor August 1225 zu seiner Versorgung Einkünfte von der Kirche von Kelloe im Bistum Durham erhielt. Offenbar lebte er im Gefolge von Erzbischof Walter de Gray von York, für den 1226 ein früherer, aber nicht namentlich genannter Bischof der Inseln zwei Urkunden bezeugte. Das Todesjahr von Nicholas ist unbekannt.
Die mittelalterliche Chronicle of Man gibt irrtümlich an, dass es zwischen 1203 und 1226 nur einen Bischof namens Nicholas für das Bistum Sodor und Man gab.